# Rimini (provincie)
Rimini is een provincie van Italië. Het is qua oppervlakte de op een na kleinste Italiaanse provincie (na Triëst) en een van de meest dichtbevolkte. Ze is gelegen in het uiterste zuidoosten van de regio Emilia-Romagna. In het noordoosten ligt de grens met de provincie Forlì-Cesena en in het zuiden de provincie Pesaro-Urbino en de republiek San Marino.
Het gebied van de provincie behoort tot de meest populaire strandbestemmingen van Europa. Rimini, Riccione en Cattolica kunnen 's zomers vele tienduizenden badgasten herbergen in de vaak torenhoge hotels. De stad Rimini heeft een lange geschiedenis. Het werd door de Romeinen gesticht die het Ariminum noemden. Uit deze tijd resteren nog de brug Ponte di Tiberio, het amfitheater en de boog Arco di Augusto. De stad is verbonden met San Marino door middel van een superstrada. Het heuvelachtige achterland is dunbevolkt.

## Belangrijke plaatsen
- Rimini (148.347 inw.)
- Riccione (34.568 inw.)
- Santarcangelo di Romagna (22.157 inw.)